# 阿道夫·弗雷德里克教堂

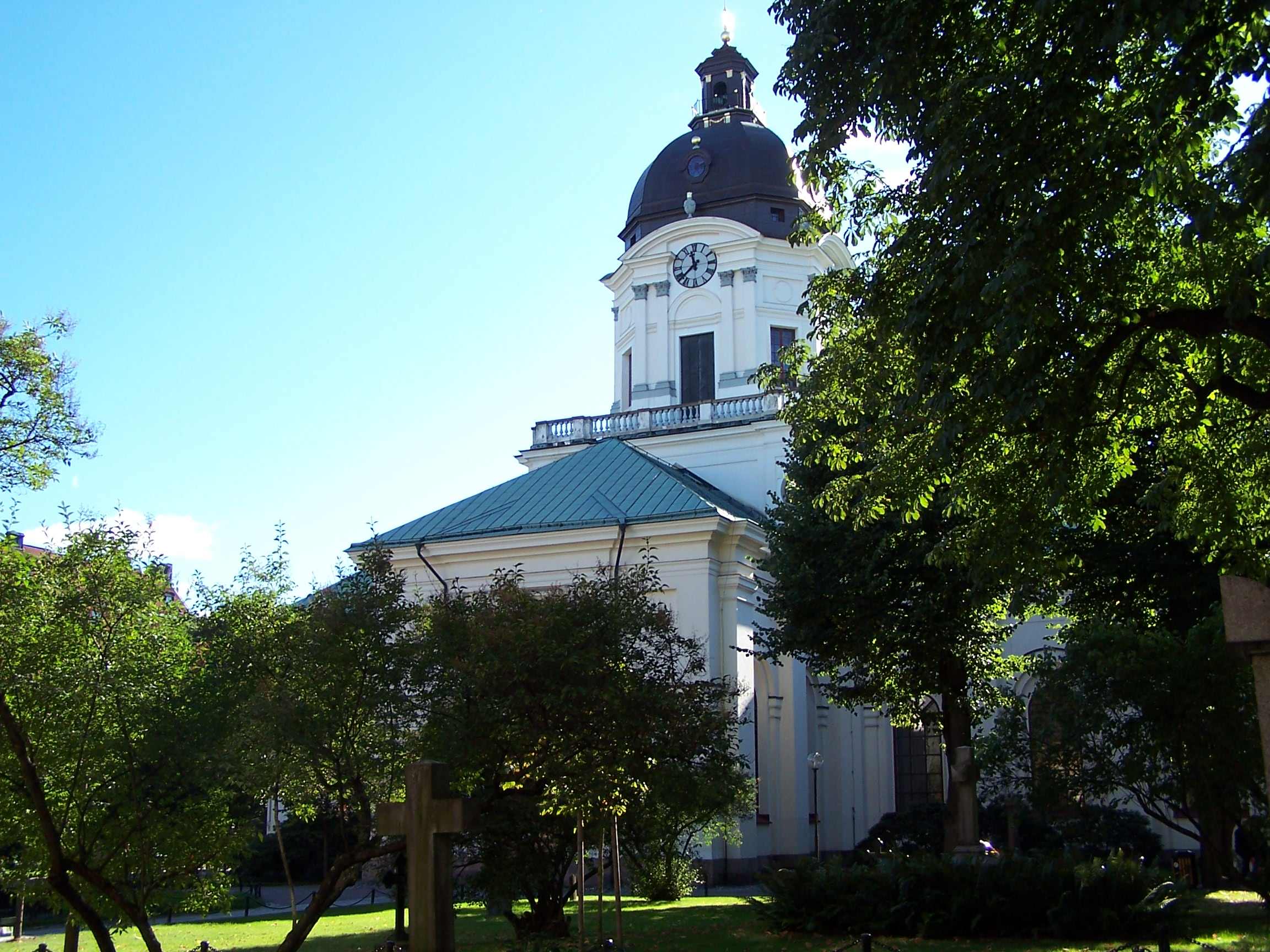
阿道夫·弗雷德里克教堂

阿道夫·弗雷德里克教堂（Adolf Fredriks kyrka）位于瑞典斯德哥尔摩市中心，建于1768-1774年，用于取代圣奥拉夫的1674年的木结构小教堂。它于 1774 年 11 月 27 日落成。
1650年勒内·笛卡儿在斯德哥尔摩去世，遗体送回法国之前，先安葬在此墓地。堂内有古斯塔夫三世所立的笛卡儿纪念碑。葬于教堂墓地的名人还有瑞典首相卡尔·亚尔马·布兰廷和奥洛夫·帕尔梅（在附近被槍手刺殺）。物理学家卡尔·贝内迪克斯和作曲家安德斯·埃利亚松。
59°20′16″N 18°03′37″E / 59.33778°N 18.06028°E